# Dragan
A Dragan szláv eredetű férfinév, jelentése: drága, kedves.

## Gyakorisága
Az 1990-es években és a 2000-es években  nem lehetett anyakönyvezni.

## Névnapok
- nincs hivatalos